# مست بندي (عليا أردستان)
مست بندي (بالفارسية: ماست‌بندی) هي منطقة سكنية تقع في إيران في أصفهان. يقدر عدد سكانها بـ 90 نسمة .